# Jakub Egit
Jakub Egit (jidysz: יעקב עגיט; ur. 1908, zm. 1996) – żydowski dziennikarz i działacz polityczny, przewodniczący Wojewódzkiego Komitetu Żydów Polskich na Dolnym Śląsku (1945–1949).

## Życiorys
Pochodził z Borysławia. W okresie II RP pracował jako redaktor wydawnictwa „Unzer weg” we Lwowie. Związany z Poalej Syjon Lewicą, następnie zaś z Powszechną Żydowską Partią Pracy (jidysz: Algemejne Jidisze Arbajter Partej, AJAP). Był więziony za działalność antypaństwową. Po II wojnie światowej działał we Frakcji Żydowskiej PPR, następnie zaś w PZPR. W latach 1945–1949 sprawował funkcję przewodniczącego Wojewódzkiego Komitetu Żydów Polskich (WKŻP) na Dolnym Śląsku. Opowiadał się wówczas za stworzeniem silnego ośrodka osadnictwa żydowskiego w województwie wrocławskim. Po 1950 zatrudniony jako redaktor prasy żydowskiej w stolicy. W lutym 1953 został aresztowany pod zarzutem działalności na rzecz odłączenia Dolnego Śląska od PRL.
W 1957 wyjechał z Polski, zamieszkał w Kanadzie, gdzie działał w środowiskach żydowskich.
W 1947 wydał książkę „Cu a naj lebn. Cwej jor jidiszer jiszew in Niderszlezje”. W 1952 przetłumaczył i zebrał artykuły do propagandowej broszury „Bez maski: zbiór artykułów o podżegaczach wojennych” (jidysz: On a maske: portretn fun milchome untercinder; wyd. „Jidisz Buch”). Na emigracji ukazały się w 1991 jego wspomnienia pod tytułem „Grand Illusion”.